# Limbă VSO
În tipologia lingvistică, o limbă SOV este o limbă în care topica propoziției își dispune în mod uzual părțile de propoziție să fie în ordinea subiect–obiect (complement)–verb (predicat). VSO este a treia cea mai comună ordine a cuvintelor printre limbile lumii, după SOV (ca în hindi și japoneză) și SVO (ca în română și chineză mandarină).
Familiile lingvistice în care toți sau mulți dintre membrii lor sunt VSO includ următoarele:
- limbile celtice insulare (inclusiv irlandeza, galica scoțiană, galeza, cornică și bretona);
- limbile afro-asiatice (inclusiv berberă, egipteană, arabă clasică și modernă standard, ebraică biblică și gî'îz);
- limbile austroneziene (inclusiv tagaloga, visayana, pangasinan, kapampangana, kadazan dusun, hawaiiana, maori și tongana);
- limbile salishan;
- multe limbi mesoamericane, cum ar fi limbile mayașe și limbile oto-manguean;
- multe limbi nilotice (inclusiv nandi și maasai).

## Categorizare
| Ordine                                             | Exemplu              | Incidență | Incidență | Limbi |
| -------------------------------------------------- | -------------------- | --------- | --------- | --- |
| SOV                                                | „Ion mere a mâncat.” | 45%       | 45        | Abazină, abhază, akkadiană, amharică, armeană, avară, aimara, azeră, bască, bengaleză, birmană, elamită, greacă veche, hitită, hindustană, japoneză, coreeană, kurdă, latină, malayalam, manchu, mongolă, navajo, nepaleză, pali, paștună, persană, sanscrită, tamilă, telugu, tibetană, turcă, quechua |
| SVO                                                | „Ion a mâncat mere.” | 42%       | 42        | Arabă (varietățile moderne), chineză, ebraică, indoneziană, majoritatea limbilor europene, swahili, thailandeză, vietnameză |
| VSO                                                | „A mâncat Ion mere.” | 9%        | 9         | Arabă (clasică și modernă standard), limbile berbere, ebraică biblică, limbile celtice, filipineză, gî'îz, limbile polineziene |
| VOS                                                | „A mâncat mere Ion.” | 3%        | 3         | Malgașă, limbile mayașe, Terêna, Qʼeqchi' |
| OVS                                                | „Mere a mâncat Ion.” | 1%        | 1         | Äiwoo, Hixkaryana, Urarina |
| OSV                                                | „Mere Ion a mâncat.” | 0,3%      | 0.3       | Tobati, Warao, Haida |
| Distribuție raportată de Russell S. Tomlin în 1986 |                      |           |           | |

## Inversarea în VSO
Există o anumită tendință în multe limbi de a schimba construcțiile pentru accentuare. În special, propozițiile din poezia engleză sunt uneori scrise în VSO, iar engleza modernă timpurie reflectă în mod explicit ordinea tacită VSO care se regăsește în engleza modernă prin suprimarea subiectului imperativului, care e acum subînțeles. De exemplu, „Gather ye rosebuds while ye may” contrastează cu modernul „Gather rosebuds while you may”.
Propozițiile arabe utilizează fie SVO, fie VSO, în funcție de faptul dacă subiectul sau verbul este mai important. Factorii sociolingvistici influențează, de asemenea, structura propozițiilor, mai ales că varietățile de arabă colocviale preferă în general SVO, dar VSO este mai frecventă în araba modernă standard.
Limbile fără VSO care utilizează VSO în întrebări includ engleza și multe alte limbi germanice, precum germana și olandeza, precum și franceza, finlandeza, maká și emiliană.
În limbile cu topică V2, cum ar fi majoritatea limbilor germanice, cu excepția englezei moderne, precum și Ingush și Oʼodham, verbul este întotdeauna al doilea element dintr-o propoziție principală. Subiectul precede verbul în mod implicit, dar dacă un alt cuvânt sau o altă perifrază este pusă în fruntea propoziției, subiectul este mutat în poziția imediat următoare verbului. De exemplu, propoziția germană Ich esse oft Rinderbraten (Eu mănânc adesea friptură de vită) are ordinea standard a cuvintelor SVO, cu adverbul oft (adesea) imediat după verb. Cu toate acestea, dacă acest adverb este mutat la începutul propoziției pentru accentuare, subiectul ich (eu) este mutat pe poziția a treia, ceea ce plasează propoziția în ordinea VSO: Oft esse ich Rinderbraten.